# Abbaye de Nogent-sous-Coucy
Pour les articles homonymes, voir Nogent.
L'abbaye Notre-Dame de Nogent-sous-Coucy est une ancienne abbaye de moines bénédictins située près de Coucy-le-Château-Auffrique, dans le département de l'Aisne sur la rive droite de la rivière Ailette.

## Historique

### Fondation
L'abbaye fut fondée en 1059 par Albéric ou Aubry, sire de Coucy, avec son épouse Ade de Marle et Mathilde sa belle-mère.
Construite sur l'emplacement d'une ancienne chapelle dédiée à la Sainte Vierge, l'abbaye est prospère le temps qu'elle est sous la protection des sires de Coucy.
Le célèbre chroniqueur Guibert de Nogent (1053 - † 1124) y est nommé abbé en 1104.

### Disparition de l'abbaye
En 1789, l'abbaye est démantelée et servit par la suite de carrière de pierres.
Un château fut construit sur l'emplacement de l'abbaye au début du XIXe siècle. Il est incendié en 1917 et rasé en 1918.

## Abbés
- Henri, 1076-1086, abbé d'Homblières vers 1059, de Saint-Remi à Reims en 1074.
- Geoffroy d'Amiens, ?-1104 ;
- Guibert de Nogent, 1104.
- Robert II, 1190-1213.
- Poulle, Nicolas-Louis, 1703-1781, abbé commendataire.

## Prieurs, moines et personnalités
- Dom Jean Thiroux (1663-1731), moine écrivain, natif d'Autun